# Apple III

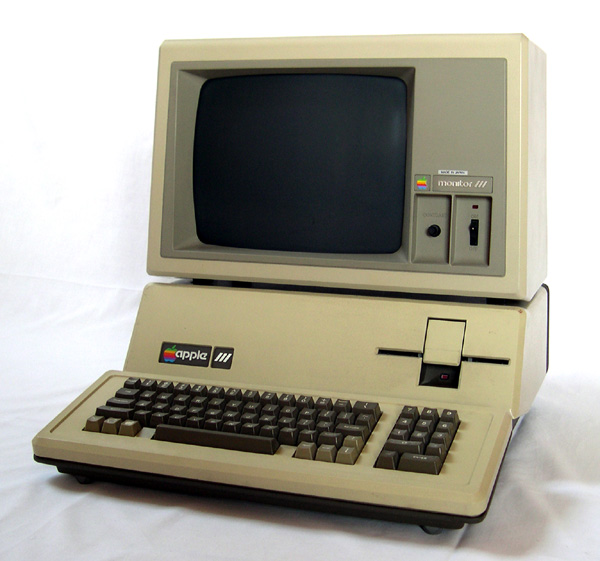
Apple III

Firemně orientovaný osobní počítač Apple III byl uveden na trh v roce 1980 společností Apple computer a byl cílen jako nástupce Apple II série. Uživatelé v něm měli nalézt klíčové funkce, které se hodily firemním uživatelům i na jejich soukromých počítačích. Na trhu se ale neuchytil a byl obecně považován za selhání.
Projekt byl poprvé oznámen veřejnosti 19. května 1980 a v listopadu téhož roku byl uveden na trh. Prvních 14 tisíc vyrobených přístrojů muselo být kvůli vážným problémům se stabilitou zpětně staženo a začaly práce na redesignu. Přes veškerou snahu Apple byla již reputace tohoto počítače nenávratně poškozena a na trhu si nevedl dobře. 24. dubna 1984 byl vývoj Apple III zastaven a jeho výroba byla přerušena. V září 1985 Apple ukončil i řadu Apple III Plus. K obnovení jeho výroby již nedošlo. Později byly některé hardwarové a softwarové technologie Apple III přidány do modelu Apple II.

## Design
Obsahoval 8bitový procesor Synertek 6502A, o rychlosti až 2 MHz. Měl 128K RAM a 4K ROM. Dodavatelé třetích stran vyráběli sady pro upgrade paměti, které umožnily Apple III dosáhnout až 512 KB paměti RAM. Podporoval 24 řádků a 80 sloupců textu a zobrazení 560x192 v monochromatickém nastavení a umožňoval využití velkých a malých písmen. Dále přístroj disponoval numerickou klávesnicí, dvourychlostními klávesami pro ovládání kurzoru a 6bitovým (DAC) audiem. Byl také prvním produktem Apple, který zahrnul do základní desky vestavěnou 5,25" diskovou jednotku a grafiku ve vysokém rozlišení. Uživatelé si mohli vybrat jak písmo obrazovky, tak rozložení klávesnice (QWERTY nebo Dvorak). Tyto volby ale nebylo možno měnit za běhu programů.

## Software
S počítačem Apple III byl představen i pokročilý operační systém s názvem Apple SOS (Sophisticated Operating System). Později také ovlivnil návrh operačního systému ProDOS, který byl používán na počítačích řady Apple IIe a později Apple II, a měl vliv také na návrh systému Macintosh Hierarchical File System (HFS).

## Kompatibilita s předchozí verzí
Díky původnímu záměru, podle kterého měl být Apple III přímou náhradou za řadu Apple II, měl být Apple III zpětně kompatibilní se softwarem Apple II. Kvůli touze firmy Apple po silném a zřetelném oddělení produktu od Apple II, byla kompatibilita možná pouze skrze režim emulace Apple II, který byl velmi omezený. Byly přidány dokonce speciální čipy, které bránily přístupu z Apple II Mode k pokročilým funkcím III, jako je větší množství paměti.